# 라에루
라에루(Laerru, 사르데냐어: Laìrru)는 이탈리아 사르데냐 주 사사리도에 있는 코무네이다. 칼리아리 북쪽으로 약 180 킬로미터 (110 mi), 사사리 (사르데냐) 북동쪽으로 약 25 킬로미터 (16 mi) 떨어져 있다.
라에루는 다음 코무네와 접한다: 불치, 마르티스, 눌비, 페르푸가스, 세디니.